# Copa do Brasil

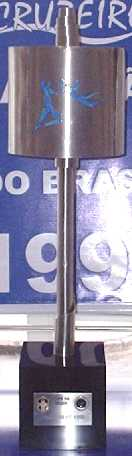
De wisselbeker die in gebruik was tussen 1994 en 2001

De Copa do Brasil (Beker van Brazilië) is het belangrijkste voetbalbekertoernooi in Brazilië dat door de Braziliaanse voetbalbond (CBF) wordt georganiseerd en waaraan 87 clubs uit de 26 deelstaten en het Federaal District deelnemen.
Meervoudige bekerwinnaars van de Copa do Brasil zijn Cruzeiro EC met zes bekerzeges, Grêmio met vijf, SE Palmeiras met vier en SC Corinthians en CR Flamengo beide met drie.

## Competitieopzet
De Copa do Brasil is in zijn geheel opgezet volgens het knock-outsysteem. In een thuis- en een uitwedstrijd maken de teams uit wie er naar de volgende ronde doorstroomt. Voor de eerste twee rondes geldt dat als een club in het eerste duel een uitoverwinning met meer dan een doelpunt verschil behaalt, de terugwedstrijd niet meer gespeeld hoeft te worden. Vanaf de derde ronde zal altijd twee wedstrijden gespeeld worden. Verder heeft dit toernooi, als enige in Zuid-Amerika, de regel dat uitdoelpunten dubbel tellen bij een gelijke totaalscore. De winnaar plaatst zich voor de Copa Libertadores.

### Deelnemers
Tot 2013
Kwalificatie voor de Copa do Brasil kon op drie verschillende manieren worden afgedwongen. Ten eerste kregen alle winnaars van staatskampioenschappen automatisch een plek in de Copa do Brasil: dit waren 26 clubs uit de 26 staten en een uit het federale district. Ten tweede kon, afhankelijk van de plek van betreffende staat op de ranking van de CBF, ook voor vice-kampioenen en zelfs lager geklasseerde teams uit het staatskampioenschap een plek gereserveerd zijn. Deze plaatsen konden door de statelijke bonden vrij ingevuld worden en konden dus ook gebruikt worden als prijs voor extra toernooien. Ten slotte plaatsten tien clubs zich op basis van hun plaats op de ranking van de CBF.
Omdat tussen 2001-2012 de Copa do Brasil in de eerste helft van het jaar gespeeld werd, werden de clubs die deelnamen aan de Copa Libertadores (vanwege een te drukke kalender) uitgesloten van deelname. Hierdoor kon de Copa do Brasil in deze periode nooit geprolongeerd worden.
De beste clubs van het vorige seizoen deden tot 2013 nooit mee aan de Copa do Brasil, aangezien zij wegens deelname aan de Copa Libertadores uitgesloten waren van deelname. Hierdoor was dit bekertoernooi voor subtoppers en kleinere ploegen de snelste en makkelijkste weg naar glorie, prijzen en internationaal voetbal. Door de jaren heen doken dan ook geregeld kleinere teams op in de finale: Goiás in 1990, Ceará in 1994, Brasiliense in 2002 en Figueirense in 2007. In 1991 won Criciúma totaal onverwacht onder leiding van de nog onbekende Luiz Felipe Scolari van het grote Grêmio. In 1999 versloeg Juventude Botafogo. Deze overwinning was zelfs zo onverwacht, dat de tv-stations de moeite niet hadden genomen het logo van Juventude in te programmeren voor het geval zij kampioen zouden worden. In 2004 en 2005 wisten teams uit de Série B te winnen: Santo André versloeg Flamengo en een jaar later overwon Paulista het grote Fluminense.
Vanaf 2013
Vanaf 2013 is de competitie verlengd en wordt er van maart tot november gespeeld. Het aantal deelnemende clubs werd uitgebreid tot 87. Via de staatskampioenschappen/-bekertoernooien worden 71 plaatsen ingevuld, via de CBF-clubranking tien clubs. De overige zes deelnemers zijn de deelnemers aan de Copa Libertadores van dat seizoen (de winnaar van de Copa do Brasil of geplaatst via de Série A van het vorige seizoen), eventueel aangevuld met de hoogst geplaatste club(s) uit deze competitie. Deze clubs stromen in de derde ronde (achtste finale) in.
Plaatsen per staatskampioenschap
| 5 plaatsen               | 4 plaatsen                            | 3 plaatsen                                                                               | 2 plaatsen                                                                              | 1 plaats                         |
| ------------------------ | ------------------------------------- | ---------------------------------------------------------------------------------------- | --------------------------------------------------------------------------------------- | -------------------------------- |
| Rio de Janeiro São Paulo | Minas Gerais Paraná Rio Grande do Sul | Alagoas Bahia Ceará Goiás Mato Grosso Pará Pernambuco Rio Grande do Norte Santa Catarina | Acre Amazonas Brasília Espírito Santo Maranhão Mato Grosso do Sul Paraíba Piauí Sergipe | Amapá Rondônia Roraima Tocantins |

## Finales
N.B. Uitslag gemarkeerd met * is de thuiswedstrijd van de winnaar.
| Jaar | Winnaar              | 1e      | 2e             | Finalist             |
| ---- | -------------------- | ------- | -------------- | -------------------- |
| 1989 | Grêmio               | 0-0     | 2-1 *          | Sport Recife         |
| 1990 | CR Flamengo          | 1-0 *   | 0-0            | Goiás EC             |
| 1991 | Criciúma EC          | (u) 1-1 | 0-0 *          | Grêmio               |
| 1992 | SC Internacional     | (u) 1-2 | 1-0 *          | Fluminense           |
| 1993 | Cruzeiro EC          | 0-0     | 2-1 *          | Grêmio               |
| 1994 | Grêmio               | 0-0     | 1-0 *          | Ceará SC             |
| 1995 | SC Corinthians       | 2-1 *   | 1-0            | Grêmio               |
| 1996 | Cruzeiro EC          | 1-1 *   | 2-1            | SE Palmeiras         |
| 1997 | Grêmio               | 0-0 *   | (u) 2-2        | CR Flamengo          |
| 1998 | SE Palmeiras         | 0-1     | 2-0 *          | Cruzeiro EC          |
| 1999 | EC Juventude         | 2-1 *   | 0-0            | Botafogo FR          |
| 2000 | Cruzeiro EC          | 0-0     | 2-1 *          | São Paulo FC         |
| 2001 | Grêmio               | 2-2 *   | 3-1            | SC Corinthians       |
| 2002 | SC Corinthians       | 2-1 *   | 1-1            | Brasiliense FC       |
| 2003 | Cruzeiro EC          | 1-1     | 3-1 *          | CR Flamengo          |
| 2004 | EC Santo André       | 2-2 *   | 2-0            | CR Flamengo          |
| 2005 | Paulista FC          | 2-0 *   | 0-0            | Fluminense           |
| 2006 | CR Flamengo          | 2-0 *   | 1-0            | Vasco da Gama        |
| 2007 | Fluminense           | 1-1 *   | 1-0            | Figueirense FC       |
| 2008 | Sport Recife         | (u) 1-3 | 2-0 *          | SC Corinthians       |
| 2009 | SC Corinthians       | 2-0 *   | 2-2            | SC Internacional     |
| 2010 | Santos FC            | 2-0 *   | 1-2            | EC Vitória           |
| 2011 | Vasco da Gama        | 1-0 *   | (u) 2-3        | Coritiba FC          |
| 2012 | SE Palmeiras         | 2-0 *   | 1-1            | Coritiba FC          |
| 2013 | CR Flamengo          | 1-1     | 2-0 *          | Atlético Paranaense  |
| 2014 | Atlético Mineiro     | 2-0 *   | 1-0            | Cruzeiro EC          |
| 2015 | SE Palmeiras         | 0-1     | 2-1ns (4-3)    | Santos FC            |
| 2016 | Grêmio               | 1-1 *   | 3-1            | Atlético Mineiro     |
| 2017 | Cruzeiro EC          | 1-1     | 0-0 ns (5-3) * | CR Flamengo          |
| 2018 | Cruzeiro EC          | 1-0 *   | 2-1            | SC Corinthians       |
| 2019 | Athlético Paranaense | 1-0 *   | 2-1            | SC Internacional     |
| 2020 | SE Palmeiras         | 1-0     | 2-0 *          | Grêmio               |
| 2021 | Atletico Mineiro     | 4-0 *   | 2-1            | Athletico Paranaense |
| 2022 | Flamengo             | 0-0     | 1-1 *          | Corinthians          |
| 2023 | São Paulo            | 1-0     | 1-1 *          | Flamengo             |
| 2024 | Flamengo             | 3-1 *   | 1-0            | Atlético Mineiro     |

### Prestaties per club
| BW | BF | Club                | Bekerwinnaar in:                   | Bekerfinalist in:            |
| -- | -- | ------------------- | ---------------------------------- | ---------------------------- |
| 06 | 02 | Cruzeiro EC         | 1993, 1996, 2000, 2003, 2017, 2018 | 1998, 2014                   |
| 05 | 05 | CR Flamengo         | 1990, 2006, 2013, 2022, 2024       | 1997, 2003, 2004, 2017, 2023 |
| 05 | 04 | Grêmio              | 1989, 1994, 1997, 2001, 2016       | 1991, 1993, 1995, 2020       |
| 04 | 01 | SE Palmeiras        | 1998, 2012, 2015, 2020             | 1996                         |
| 03 | 04 | SC Corinthians      | 1995, 2002, 2009                   | 2001, 2008, 2018, 2022       |
| 02 | 02 | Atlético Mineiro    | 2014, 2021                         | 2016, 2024                   |
| 01 | 0  | Criciúma EC         | 1991                               |                              |
| 01 | 02 | SC Internacional    | 1992                               | 2009, 2019                   |
| 01 | 0  | EC Juventude        | 1999                               |                              |
| 01 | 0  | EC Santo André      | 2004                               |                              |
| 01 | 0  | Paulista FC         | 2005                               |                              |
| 01 | 02 | Fluminense FC       | 2007                               | 1992, 2005                   |
| 01 | 02 | Atlético Paranaense | 2019                               | 2013, 2021                   |
| 01 | 01 | Sport Recife        | 2008                               | 1989                         |
| 01 | 01 | Santos FC           | 2010                               | 2015                         |
| 01 | 01 | Vasco da Gama       | 2011                               | 2006                         |
| 01 | 01 | São Paulo FC        | 2023                               | 2000                         |
| 0  | 02 | Coritiba FC         |                                    | 2011, 2012                   |
| 0  | 01 | Goiás EC            |                                    | 1990                         |
| 0  | 01 | Ceará SC            |                                    | 1994                         |
| 0  | 01 | Botafogo FR         |                                    | 1999                         |
| 0  | 01 | Brasiliense FC      |                                    | 2002                         |
| 0  | 01 | Figueirense FC      |                                    | 2007                         |
| 0  | 01 | EC Vitória          |                                    | 2010                         |

### Naar staat
| BW | BF | Staat             | Clubs                                                                              |
| -- | -- | ----------------- | ---------------------------------------------------------------------------------- |
| 11 | 07 | São Paulo         | SC Corinthians, SE Palmeiras, Paulista FC, EC Santo André, São Paulo FC, Santos FC |
| 08 | 04 | Minas Gerais      | Atlético Mineiro, Cruzeiro EC                                                      |
| 07 | 06 | Rio Grande do Sul | Grêmio, SC Internacional, EC Juventude                                             |
| 07 | 09 | Rio de Janeiro    | Botafogo FR, CR Flamengo,Fluminense FC, Vasco da Gama                              |
| 01 | 04 | Paraná            | Atlético Paranaense, Coritiba FC                                                   |
| 01 | 01 | Pernambuco        | Sport Recife                                                                       |
| 01 | 01 | Santa Catarina    | Criciúma EC, Figueirense FC                                                        |
| 0  | 01 | Bahia             | EC Vitória                                                                         |
| 0  | 01 | Ceará             | Ceará SC                                                                           |
| 0  | 01 | Federaal District | Brasiliense FC                                                                     |
| 0  | 01 | Goiás             | Goiás EC                                                                           |

1989 · 1990 · 1991 · 1992 · 1993 · 1994 · 1995 · 1996 · 1997 · 1998 · 1999 · 2000 · 2001 · 2002 · 2003 · 2004 · 2005 · 2006 · 2007 · 2008 · 2009 · 2010 · 2011 · 2012 · 2013 · 2014 · 2015 · 2016 · 2017 · 2018 · 2019 · 2020 · 2021 · 2022 · 2023 · 2024 · 2025